# 상하동
상하동(上下洞)은 경기도 용인시 기흥구에 속하는 법정동이자 행정동으로 기흥구의 동쪽에 위치하며, 구갈동 및 동백동·상갈동과 경계를 이루고 있다.

## 역사

### 지명 유래
예부터 마을에는 고인돌이 아래위로 2개가 있어서 상지석과 하지석으로 불렸는데, 1914년 행정구역 개편 때 '상,하'라는 이름을 따서 지명도 상하리(上下里)라고 하였다가 상하동으로 승격되었다. 승격되기 전에는 자연 마을로 갈곡(葛谷)·민재궁(閔梓宮)·상지석(上支石)·하지석(下支石)·수원동(壽院洞)이 있었다.

### 연혁
- 475년 고구려 장수왕 63년 구성현으로 명명
- 757년 통일신라 경덕왕 16년 거서현으로 개칭
- 940년 고려 태조 23년 용구현으로 개칭
- 1018년 고려 현종 9년 광주의 임내에 속하게 됨
- 1413년 조선 태종 13년 용구와 처인을 합쳐 용인현이라 칭함
- 1895년 고종 3년 용인현을 용인군으로 개칭
- 1914년 읍내와 동변, 서변, 수진의 3 개변을 합하여 읍삼면이라 개칭
- 1931년 읍삼면의 명칭을 구성면으로 명칭변경
- 2000년 9월 1일 구성면에서 구성읍으로 승격
- 2005년 10월 31일: 기흥구가 신설되어 기존의 구성읍 아래의 리가 동으로 승격하면서 용인시 기흥구 상하동이 됨. 관할 행정동은 어정동.
- 2007년 7월 1일: 행정동 어정동을 폐지하고 동백동과 상하동으로 분동함.[2]

## 인구

### 인구 구성

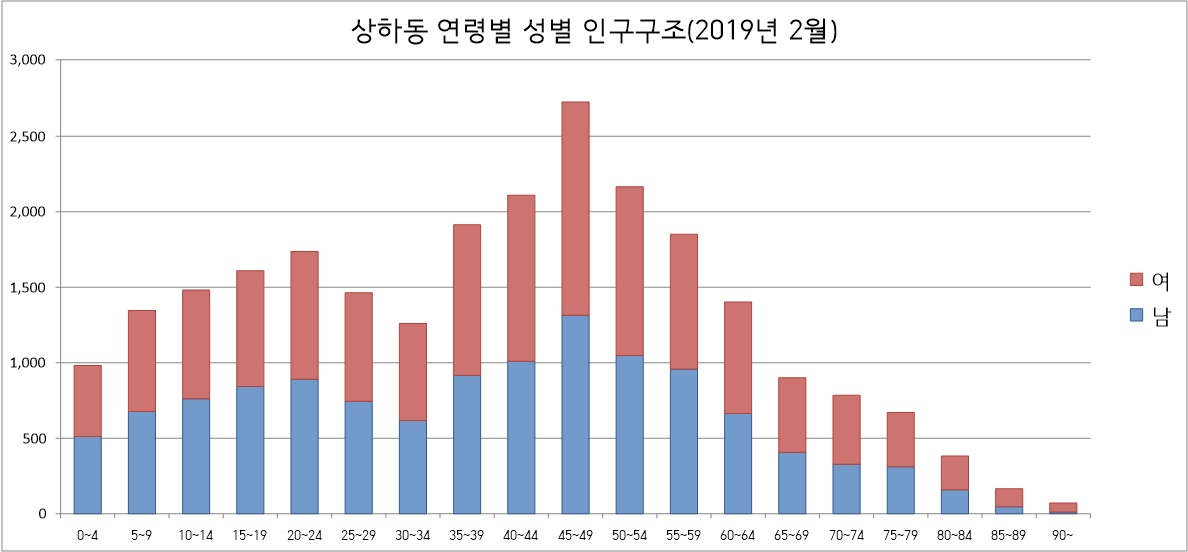
상하동 성별 연령별 인구조사

상하동의 인구는 25,013명(2019년 2월 28일 기준, 내국인)으로 용인시 전체 인구의 2.4%를 차지한다. 남자는 12,215명, 여자는 12,798명이며 외국인은 220명이다. 상하동의 유소년(15세 미만 인구) 인구 비율은 15.2%로 용인시 전체 비율(16.1%)보다 낮고 노인(65세이상 인구) 인구 비율은 11.9%로 용인시 전체 비율(12.2%)보다 작다.

### 산업별 종사자 현황
2015년 현재 상하동의 산업 총종사자 수는 4,585명이다. 이중 보건업 및 사회복지 서비스업 종사자 수가 1365명으로 가장 비중이 높다. 도매 및 소매업 종사자가 707명으로 두번째로 비중이 높다. 그 외에 운수업 종사자는 411명, 교육서비스업 종사자는 353명, 숙박 및 음식업 종사자는 327명으로 비중이 높다.

## 문화재 및 유적
경기도 용인시 기흥구 상하동에는 청동기시대의 고인돌이 있는데 기흥에서 용인 방면으로 국도 42호선을 따라 가면 구갈교가 나오고 고인돌이 구갈교를 지나자마자 왼쪽 길 옆에 자리하는데 고인돌 2기 중의 상지석을 ‘할아버지 바위’라고 불렀지만 지금은 없고, 하지석은 ‘할미 바위’라고 부르며 해마다 음력 10월 10일에 마을의 평안을 기원하는 할미 지석제를 지내고 있다. 특히 상하리 고인돌은 현재까지 마을에서 제사를 지내는 신앙의 대상물로 고고학적인 의미뿐만 아니라 민속학적으로 중요한 의미가 있다는 평가다.

## 아파트
| 단지명                        | 건설사     | 시행사             | 주소                      | 입주        | 비고     |
| ----------------------------- | ---------- | ------------------ | ------------------------- | ----------- | -------- |
| 강남마을 9단지 한라비발디     | 한라건설㈜ | 한라건설㈜         | 기흥구 강남동로 128       | 2004년 5월  |          |
| 강남마을 8단지                | 한국개발㈜ | 대한주택공사       | 기흥구 강남동로 92        | 2004년 5월  | 국민임대 |
| 수원동마을 쌍용 3단지         | 쌍용건설   | ㈜한원건설         | 기흥구 중부대로788번길 22 | 2002년 5월  |          |
| 수원동마을 쌍용스윗닷홈 2단지 | 쌍용건설   | 한원디벨로프먼트㈜ | 기흥구 중부대로788번길 15 | 2004년 11월 |          |